# Friedrich von Hegnenberg-Dux

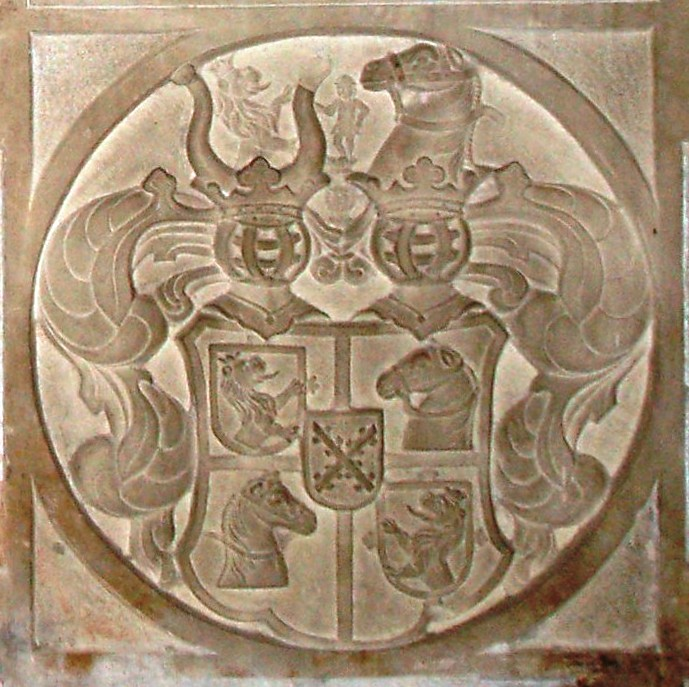
Familjevapen.

Friedrich Adam Johann Justus Graf von Hegnenberg-Dux, född 2 september 1810 i Hof Hegnenberg vid Fürstenfeldbruck, död 2 juni 1872 i München, var en bayersk godsägare och statsman.
Hegnenberg-Dux invaldes 1845 i bayerska deputeradekammaren, anslöt sig där till det liberala partiet och var 1848–65 kammarens president. Som konseljpresident samt minister för kungliga huset och utrikes ärendena sedan 1871 höll han utan fientlighet mot det nya Tyska riket på Bayerns självständighet inom riksförfattningens ram och vann för sig flertal i lantdagen.